# Devean George
Pour les articles homonymes, voir George.
Devean Jamar George (né le 29 août 1977 à Minneapolis, Minnesota, États-Unis) est un ancien basketteur professionnel américain. Sa position principale est celle d'Ailier shooteur (poste 3).

## Carrière universitaire
Il fait ses humanités à la Benilde-St. Margaret's School à St. Louis Park, Minnesota, où il joua au basket-ball. Durant ses études supérieures, à l'Augsburg College, il est nommé meilleur joueur de la Minnesota Intercollegiate Athletic Conference à deux reprises (durant ses années Junior et Senior), et il établit plusieurs records de son école en tant que Senior en marquant 770 points et en moyenne 27.5 points par match, menant Augsburg vers un bilan victoires-défaites de 24-4. Il emmène également son équipe à deux reprises au tournoi de NCAA Division III.

## Carrière professionnelle
Les Lakers le sélectionnent en 23e position de la draft 1999, et il se montre vite très prometteur. Lors de sa troisième saison, en 2001-2002, sa rapidité, son shoot extérieur et sa défense en font un élément clé du banc, et il participe à tous les matches. Les Lakers lui offrent un nouveau contrat en 2002, date à partir de laquelle, beaucoup ont l'impression qu'il s'endort sur ses acquis[réf. souhaitée]. Une blessure lui fait rater la majeure partie de la saison 2004-2005, et c'est avec un espoir de se relancer qu'il signe aux Mavericks de Dallas à l'été 2006, en tant qu'Agent libre.
À l'été 2009, dans le cadre d'un échange tripartite, il est envoyé de Dallas à Toronto puis immédiatement transféré par Toronto aux Warriors de Golden State.

## Palmarès
- Champion NBA en 2000, 2001 et 2002 avec les Lakers de Los Angeles.